# 朱冰
朱冰（1935年—），原名朱平本，曾用名冰波、甘美，男，原籍四川重庆，生于湖北宜昌，中国版画家，曾任中国美术家协会理事。